# Rajd Costa Smeralda 1985
Rajd Costa Smeralda 1985 (8. Rally Costa Smeralda) – 8 edycja rajdu samochodowego Rajd Costa Smeralda rozgrywanego we Włoszech. Rozgrywany był od 17 do 19 kwietnia 1985 roku. Była to dwunasta runda Rajdowych Mistrzostw Europy w roku 1985 (rajd miał najwyższy współczynnik - 4) oraz druga runda Rajdowych Mistrzostw Włoch.

## Klasyfikacja rajdu
| Miejsce                      | Kierowca                     | Pilot                        | Samochód                     | Czas                         | Strata                       |                              |
| Klasyfikacja generalna i ERC | Klasyfikacja generalna i ERC | Klasyfikacja generalna i ERC | Klasyfikacja generalna i ERC | Klasyfikacja generalna i ERC | Klasyfikacja generalna i ERC | Klasyfikacja generalna i ERC |
| ---------------------------- | ---------------------------- | ---------------------------- | ---------------------------- | ---------------------------- | ---------------------------- | ---------------------------- |
| 1.                           | Dario Cerrato                | Giuseppe Cerri               | Lancia 037 Rally             | 6:59:37                      | 0.0                          |                              |
| 2.                           | Attilio Bettega              | Sergio Cresto                | Lancia 037 Rally             | 7:00:34                      | +57                          |                              |
| 3.                           | Fabrizio Tabaton             | Luciano Tedeschini           | Lancia 037 Rally             | 7:16:06                      | +16:29                       |                              |
| 4.                           | Vic Preston jr.              | John Lyall                   | Lancia 037 Rally             | 7:34:35                      | +34:58                       |                              |
| 5.                           | Vittorio Carlino             | Luciano Dal Bard             | Lancia 037 Rally             | 7:41:29                      | +41:52                       |                              |
| 6.                           | Michele Rayneri              | Luigi Pirollo                | Fiat Ritmo Abarth 130 TC     | 7:54:19                      | +54:42                       |                              |
| 7.                           | Bruno Bentivogli             | Stefano Evangelisti          | Audi 80 Quattro              | 8:03:07                      | +1:03:30                     |                              |
| 8.                           | Daniele Signori              | Arles Montenesi              | Citroën Visa 1000 Pistes     | 8:07:24                      | +1:07:47                     |                              |
| 9.                           | Russell Gooding              | Hywell Thomas                | Rover 3500 Vitesse           | 8:14:54                      | +1:15:17                     |                              |
| 10.                          | Stefano Speranza             | Costa                        | Peugeot 205 GTI              | 8:17:31                      | +1:17:54                     |                              |